# نيوكلييز اصبع الزنك

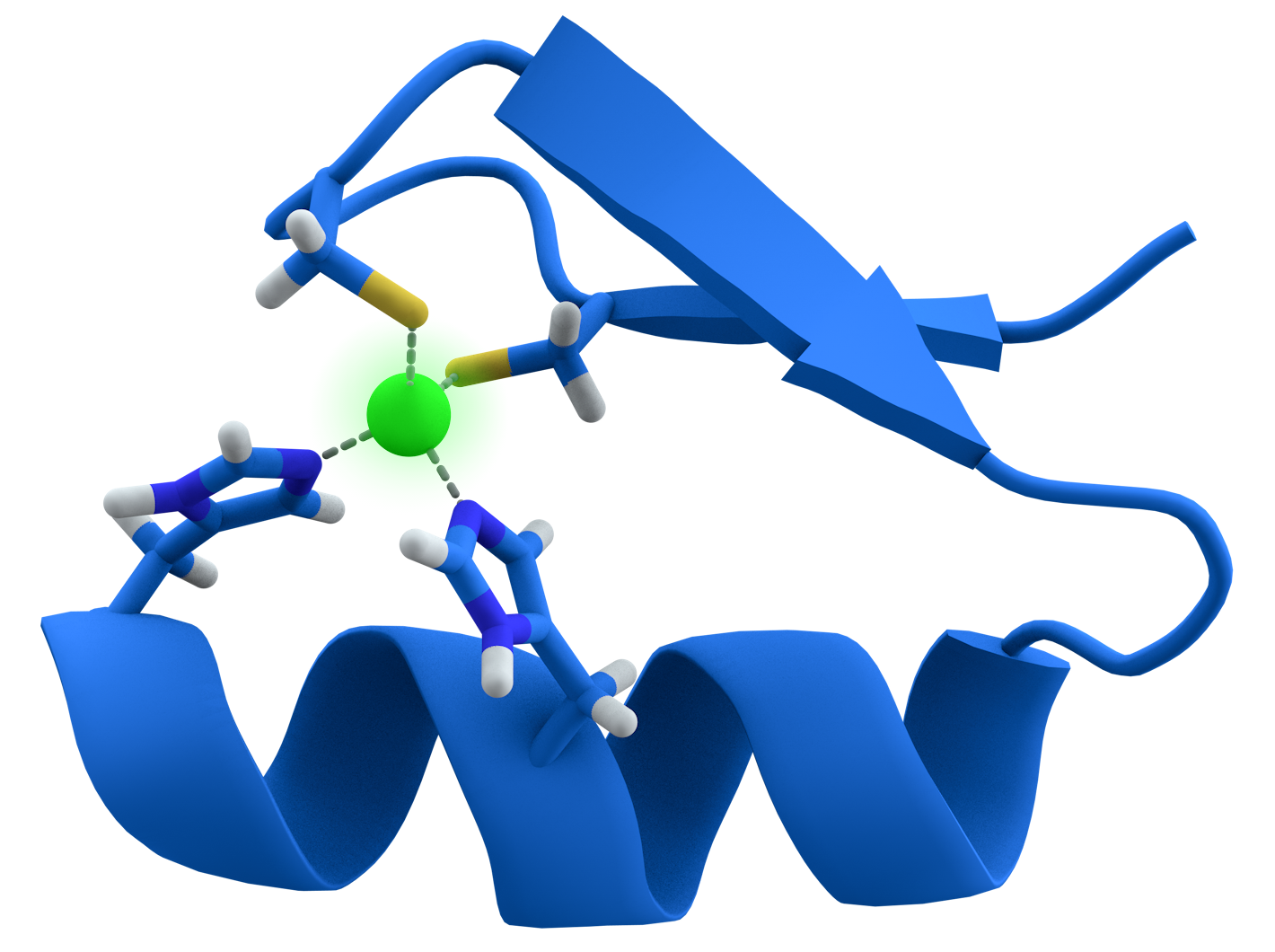

نيوكلييز أصبع الزنك (Zinc-finger nucleases) يرمز لها اختصارا بـ (ZFNs) هي إنزيمات تقييد اصطناعية تم إنشاؤها بواسطة دمج حمض نووي ذو مجال(دوماين) أو مقطع يرتبط باصبع الزنك إلى قطعة من الحمض النووي القاطع.
ويمكن هندسة هذه المجالات أو القطع من أصبع الزنك لاستهداف تسلسل الحمض النووي ، وهذا يتيح نيوكلييز أصبع الزنك لاستهداف تسلسل جينوم فريد أو معين ضمن الجينوم.

## طالع كذلك
- تحرير جيني